# Tribù (tassonomia)
Nell'ambito degli studi di classificazione scientifica delle forme viventi, la tribù è una categoria tassonomica superiore al genere e inferiore a famiglia e sottofamiglia. Secondo i criteri sistematici, le tribù riuniscono quindi i generi che condividono una storia evolutiva simile all'interno di una famiglia o di una sottofamiglia.
Rappresentando una categoria intermedia fra famiglia e genere, le tribù vengono utilizzate da parte dei biologi principalmente in quelle famiglie che presentano particolare variabilità all'interno.
In zoologia le tribù hanno generalmente la desinenza "-ini" mentre le sottofamiglie hanno generalmente la desinenza "-inae". Ad esempio nella sottofamiglia Homininae si riconoscono le tribù Gorillini e Hominini che comprendono rispettivamente il gorilla e l'uomo.
In botanica, la desinenza standard per le tribù è "-eae", ne sono un esempio le tribù Acalypheae e Hyacintheae: La stessa desinenza viene impiegata per le tribù in batteriologia, come ad esempio la tribù Pesudomonadeae che comprende il genere Pseudomonas.